# Vélez-Málaga
Vélez-Málaga és un municipi de la província de Màlaga, a Espanya, capital de la comarca de La Axarquía. Té el títol de ciutat des del 1487. Té una superfície de 156,36 km² i 78 890 habitants, el gener del 2016. 57.458 habitants (28.462 homes i 28.995 dones) segons les dades censals del 2002.

## Geografia
El municipi de Vélez-Málaga consta de dos territoris separats entre si pel terme municipal de Algarrobo. El territori major, on es troba el nucli urbà central, ocupa vega del riu Vélez, és una vall vorejada cap a l'oest pels Montes de Màlaga i cap a l'est pels contraforts de les serres de Tejeda i Almijara. Aquesta zona limita al nord amb el municipi de La Viñuela; a l'est, amb Arenas i Garrofer; a l'oest amb Rincón de la Victòria, Macharaviaya, Benamocarra i Iznate; i al nord-oest amb Almáchar i Benamargosa.
El segon territori, situat més a l'est i considerablement més petit, es coneix com l'enclavament de Lagos. Aquesta zona limita al nord amb Sayalonga, a l'est amb Torrox i a l'oest amb Algarrobo. Totes dues zones estan banyades al sud per la mar Mediterrània. El motiu de la separació de tots dos territoris és que des de 1501 Vélez-Málaga tenia jurisdicció sobre 27 viles de La Axarquía, abastant en la zona litoral des de Benajarafe fins a Maro. Moltes d'aquestes localitats es van anar constituint en municipis. Així, en l'àrea oriental de la costa es van segregar Algarrobo, Torrox i Nerja. No obstant això, Lagos no aconseguia el cens de 1000 habitants requerit, per la qual cosa va continuar formant part del terme municipal de Vélez-Málaga.

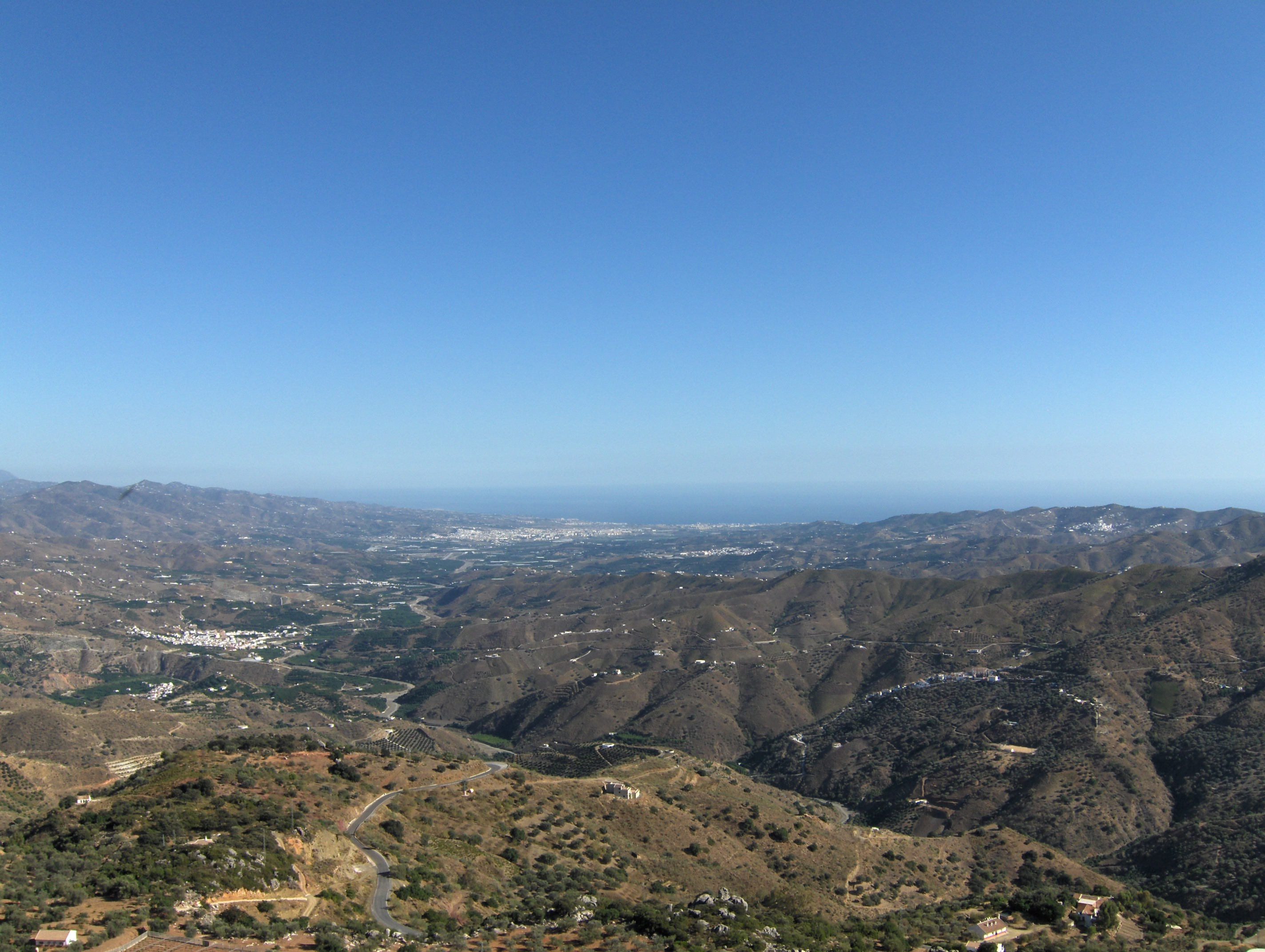
Vall del riu Vélez, Málaga, España.

Gran part del municipi està ocupat per hortes d'arbres fruiters (alvocats, mangos) i alguns cultius de canya de sucre que sobreviuen del que va ser el gran sector econòmic del municipi a la fi del segle xix i principis del xx. Han pres gran importància els cultius a gran escala d'arbres subtropicals, entre els quals destaquen l'alvocat, mango, xirimoia i altres varietats que a poc a poc es van introduint. Aquests camps i hortes s'alternen amb un creixent nombre d'hivernacles.

## Clima
La mar, l'orografia i la situació geogràfica de la conca del riu Vélez determinen el microclima del municipi, caracteritzat per la suavitat de les seves temperatures, amb una mitjana de 18 °C i unes 2935 hores de sol a l'any. El règim de precipitacions, amb una mitjana anual de 470 l/m², és el típic del clima mediterrani, en el qual es diferencien una estació seca i una altra en la qual es concentren les pluges.
Els vents predominants durant les estacions de tardor i hivern són procedents del llevant, generalment frescos i humits. També humits però més temperats són els vents de procedència atlàntica o de ponent. Els vents càlids són els de procedència africana o peninsular, coneguts aquests últims com a terral, que són vents secs i càlids que provoquen un augment de les temperatures màximes durant l'estiu, encara que també es distingeix un terral d'hivern, igualment sec, però fred.

## Flora i Fauna
El terme municipal de Vélez-Málaga ha sofert una intensa desforestació al llarg de la història en favor de l'agricultura, per la qual cosa la vegetació original és gairebé inexistent. La major part de les disperses zones naturals està formada per matoll degradat, producte de l'abandó d'alguns camps de cultiu. El bosc de galeria, constituït per àlbers i *salix principalment, roman només en petites zones en els marges del riu Vélez.

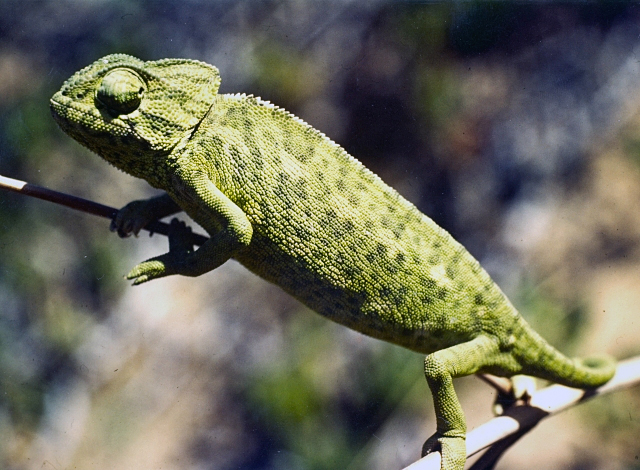
Camaleó Comú

La fauna rellevant es concentra en tres enclavaments: el Penyal de Almayate, la desembocadura del riu Vélez i els bancs de sorra marins, on estan representats ocells rapaços com el Falco_tinnunculus, els limícoles i làrids, i els invertebrats marins. En total, existeixen unes 121 espècies d'amfibis, rèptils, ocells i mamífers. Destaca la comunitat de camaleons, espècie en perill d'extinció, que troba a Vélez-Málaga el seu principal nucli d'expansió del Mediterrani. En el mitjà submarí destaca la platja de Valle Niza, amb poblacions de fanerògames marines i presència de comunitats de zosteretum marinaei cymodoceion nodeosae.

## Demografia
L'any 2010, la població del municipi de Vélez-Málaga va sobrepassar els 75 000 habitants, sent el quart municipi més poblat de la província, per darrere de Málaga, Marbella i Mijas. En general, el creixement demogràfic de Vélez Màlaga ha estat alt en les últimes dècades. La població està formada per persones procedents de tots els racons de la Axarquía, així com també per la població forana a ella.
Els estrangers sense nacionalitat espanyola segons dades de 2008 eren 8923. D'ells, el grup més nombrós és el procedent de Romania, que representa al voltant del 13% del total d'estrangers. També estan presents una petita comunitat xinesa, dedicada a restaurants i comerços; persones de països musulmans, en la seva majoria procedents del Marroc; de països de l'Àfrica subsahariana; així com de països comunitaris, principalment alemanys i britànics, i de l'Europa de l'Est.
El nucli principal del municipi el constitueix la localitat de Vélez-Málaga pròpiament dita, situada a l'interior a pocs quilòmetres de la costa. Els següents nuclis en importància per població són Torre del Mar i Caleta de Vélez, situats en la costa. Aquests tres nuclis, que disten poca distància entre si, estan cada vegada més pròxims a causa del creixement urbanístic del municipi i estan units per l'Avinguda del Rei Joan Carles I i el Passeig Marítim.

## Història

### Edat antiga
Encara que s'han trobat vestigis datats en l'edat del ferro en el nucli urbà de Vélez-Málaga, les primeres notícies sòlides es deuen als fenicis, que es van assentar en la costa de l'actual municipi a partir del segle VIII a. C.
De l'ocupació romana, queden evidències en diferents jaciments. Els romans van desenvolupar la indústria de salaó i la producció de garum, les bases de la qual ja havien assegut els fenicis. També es van desenvolupar en aquesta època una incipient agricultura i la pesca.

### Edat mitjana
Va ser en època islàmica quan es va constituir el nucli urbà de Vélez-Málaga. La ciutat musulmana s'estructurava amb la fortalesa en el punt més alt de la població, de gran valor defensiu i estratègic.

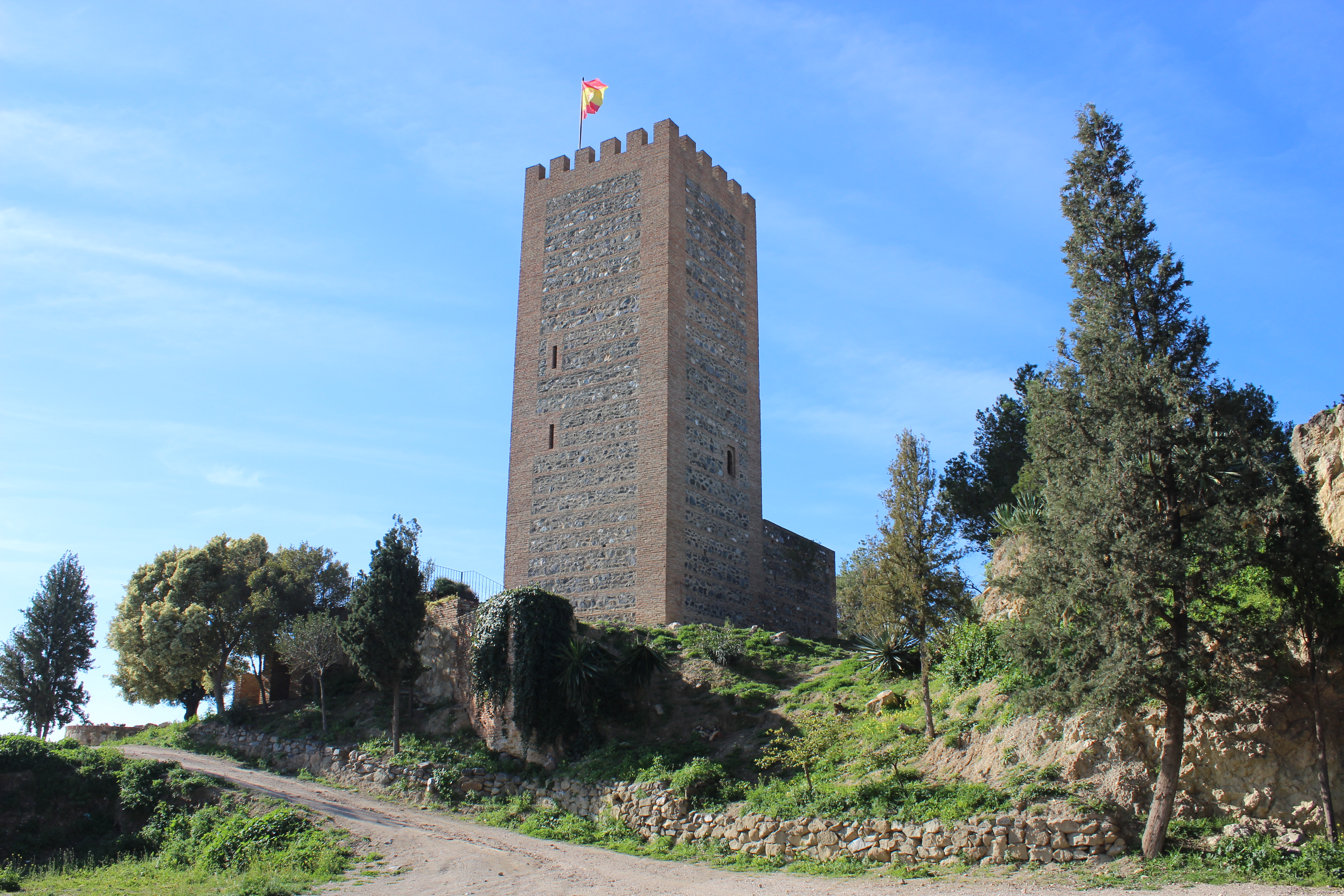
Fortalesa de Vélez-Málaga

Davant l'imparable avanç de la Corona de Castella sobre el Regne de Granada, el 27 d'abril de 1487 el rei Ferran el Catòlic aconsegueix la presa de Vélez-Málaga després de la rendició de Abul Kasim Venegas.
Els habitants nassarites van ser expulsats de la ciutat, encara que se'ls va permetre portar els seus béns mobles. No obstant això, els habitants de les alqueries van poder romandre en les seves llars, ja que les noves autoritats necessitaven mantenir el sistema productiu nassarita, basat en avançades tècniques agrícoles altament productives. No obstant això, els mudèjars van ser sovint víctimes de rampinyes per part dels nous senyors, que es van esforçar a augmentar les seves terres, provocant l'aixecament dels mudèjars de Nerja i Torrox en 1488, que va ocasionar nombroses baixes als cristians.

### Edat Moderna
Les noves autoritats cristianes van portar amb si un nou concepte de ciutat i poc després de la conquesta es van produir canvis en la seva morfologia urbana. Es van ordenar places públiques i nous edificis civils i religiosos, que van propiciar transformacions espacials importants. Així, sobre les antigues mesquites es van aixecar les esglésies de Santa María, Sant Joan, Sant Roque i Sant Joan Evangelista, el convent de San Francisco i les ermites de Sant Sebastià, Sant Cristóbal i Santa Catalina. En la segona meitat del segle xvi es va produir un gran desenvolupament urbà amb la construcció de monestirs.
Durant el segle xvii es va produir una disminució de la població, a causa de les epidèmies i guerres que van afectar Espanya en l'època. Les incursions dels pirates turcs i barbarescos van ser constants en aquest segle.
El segle xviii va ser una època de creixement en la qual es construeixen o restauren nombroses esglésies i edificis públics. També va millorar la infraestructura de la ciutat i es van donar a conèixer les idees de la Il·lustració amb la creació en 1783 de la Societat Econòmica d'Amics del País.

### Edat Contemporània
El segle xix va començar amb una epidèmia de febre groga, amb la qual va morir més del 60 per cent de la població en 1804 i degut a la qual, els militars van assumir el govern municipal. La invasió napoleònica va dividir a la població en dues faccions que s'oposarien una contra l'altra durant gairebé tota la resta del segle. Posteriorment es van succeir diverses epidèmies de còlera i períodes de sequera. En la segona meitat del segle es va produir un breu ressorgiment econòmic, però la plaga de la fil·loxera va arruïnar les vinyes. A més, el terratrèmol de 1884 va assolar la zona, que només començaria a recuperar-se econòmicament amb l'expansió del cultiu de canya de sucre. Malgrat les calamitats esdevingudes en aquest segle, la ciutat experimenta un gran creixement urbanístic.
L'any 1842, Torre del Mar obté el seu propi ajuntament, que ja havia estat reclamat anteriorment. Però el seu terme municipal era massa petit i va quedar sota la jurisdicció de Vélez, per la qual cosa sis anys després, en 1848, es reincorpora al municipi.
A principis del segle XX arriba el ferrocarril a Torre del Mar i posteriorment a Vélez-Málaga, quedant tots dos comunicats amb la capital provincial mitjançant els Ferrocarrils Suburbans de Màlaga. Amb l'esclat de la Guerra Civil Espanyola i la instauració del posterior règim franquista, es van produir grans calamitats en el municipi, sent especialment notòria l'ocorreguda durant l'evacuació massiva de la població civil de Màlaga en direcció a Almeria, en l'anomenada massacre de la carretera Màlaga-Almeria. A partir dels anys 1960 el municipi s'incorpora al boom turístic, que transforma radicalment a la localitat de Torre del Mar amb la construcció de grans blocs d'apartaments.

## Monuments i llocs d'interès

### Centre històric
El centre històric de Vélez-Málaga està declarat conjunt històric-artístic. Està compost per dos turons enfrontats: el de la fortalesa de Vélez-Málaga, on destaquen les restes de la torre de l'Homenatge i l'església de Santa María la Major, i el Turó de Sant Cristóbal, coronat per l'ermita dels Remeis, des d'on s'escampa una arquitectura menuda, de formes cúbiques en tons blancs que s'adapten al terreny. Extramurs, que corresponen amb el desenvolupament a partir del segle xvi, es presenta una arquitectura mudèjar i barroca, amb palaus i exemples residencials característics, així com una sèrie d'esglésies i convents.

### Arquitectura religiosa
L'església de Santa María la Major, d'estil gòtic-mudèjar, es va construir sobre l'antiga mesquita major àrab, com a mostra el minaret convertit en torre campanar. En l'actualitat és la seu del Museu de la Setmana Santa de la ciutat. L'altra gran església de Vélez és l'església de Sant Joan Baptista, que va ocupar una altra de les mesquites existents. Va ser construïda en 1487, encara que va ser modificada en el segle xix. La torre i les cobertes són mudèjar mentre que la portada s'enquadra en el neoclàssic. L'Església de San Francisco, ocupa igualment el solar d'una mesquita i és d'estil mudèjar-renaixentista. Va ser fundada pels Reis Catòlics i construïda entre els segles xvi i xvii.

### Cambril Verge de la Pietat Vélez-Málaga
Un altre edifici destacable és el Cambril de la Verge de la Pietat, del segle xvii, situat al carrer de les Botigues. A la ciutat eren típics aquests signes de devoció.
És un monument, el qual constitueix una casa de germanor de la confraria Rico i Pietat. Se situa en una plaça entre dos carrers: el carrer de les Botigues i el carrer Salvador Rueda. Es va realitzar en el segle xvii i va ser reformat en 1778. És un edifici de dues plantes, en la seva façana principal es presenta un arc, la qual serveix de finestra i expositor, i conté una rica decoració: miralls, motllures i pintures.

### Arquitectura civil
- Palacio de Beniel: construït entre 1610 i 1616, constitueix un dels millors exemples de l'arquitectura civil del segle xvii a la ciutat. El seu disseny es deu a Miguel Delgado, mestre major de la catedral de Màlaga. En l'actualitat, l'immoble és la seu de la Fundació María Zambrano i de la Universitat Internacional de la Axarquía.
- Casa Larios: actual seu de la Tinença d'Alcaldia de Torre del Mar. Es tracta de les oficines i l'habitatge de l'enginyer de la fàbrica de sucre. Va ser construïda en 1888.
- Casa Cervantes: així dita perquè Miguel de Cervantes es va allotjar en ella quan va visitar la ciutat, encara que aquest fet no està confirmat. La façana presenta grans balcons de forja i la portada, elements gòtics. Destaca el seu pati interior amb galeria d'arcs de mig punt i columnes de maó.
- Antic Hospital de Sant Joan de Déu: va ser utilitzat fins a data recent com a residència de la tercera edat una vegada que va deixar de tenir ús sanitari. Va ser construït en 1680.
- Vila Mercedes: és un habitatge senyorial de finals del segle xix, d'estil regionalista i neomudéjar, situada en el Passeig Larios de Torre del Mar.
- Antic Almodí: data del segle xviii i consta de dos pisos, un per a graner, i el de baix per a llotja. La façana es troba dividida per semicolumnas adossades, i conté un balcó en el centre flanquejat per medallons.
- Club Nàutic de Torre del Mar: edifici del moviment modern inscrit Bé d'Interès Cultural en 2006, en la façana a la mar prevalen les formes corbes i el blanc de les seves terrasses. En contrast la façana que dona a terra és molt més tancada i incorpora el color fosc del maó vist.
- Fuentes: es destaquen dos: la font de Ferran VI, de marbre blanc i estil renaixentista, situada en la plaça de la Constitució, l'altra, és la font de la plaça de les Glòries, que data del segle xvi i presenta un estany circular i un astil bulbós.
- Antiga estació de tren: és un exemple de l'arquitectura funcional de principis del segle xx, construïda amb l'arribada dels Ferrocarrils Suburbans de Màlaga al municipi. Respon a l'estètica regionalista i neomudéjar del gust de l'època. També han sobreviscut altres baixadors menors en diferent estat de conservació.

### Arquitectura militar
- Fortalesa de Vélez-Málaga: també dita castell, es troba coronant un turó que domina tota la part antiga de la població. Juntament amb l'anomenada Porta d'Antequera, va ser gairebé totalment destruït durant la invasió francesa i les seves restes utilitzades com a pedrera. S'ha recuperat la torre de l'homenatge i millorat el seu entorn.
- Muralles de Vélez Màlaga: de l'antic conjunt emmurallat es conserven alguns trams i dos de les quatre portes originals: la Porta Real i la Porta d'Antequera.
- Castillo de Torre del Mar: només es conserven alguns trams de la muralla en habitatges adossats al castell en els segles XIX i XX.
- Casa Forta del Marquès: també anomenat Castillo del Marquès. Està situada en Valle-Niça i va ser construïda en el segle xviii amb finalitat defensiva. Es compon d'un baluard semicircular unit a un hornabeque. L'interior es distribueix al voltant d'un pati d'armes rectangular. Antigament estava envoltat per un fossat. En l'actualitat alberga una escola d'hostaleria.
- Torres guaites: del que va ser l'antic cordó defensiu del litoral.

### Jaciments arqueològics
La desembocadura del riu Vélez ha sofert al llarg de la història importants episodis de rebliment que ha anat transformant i avançant la línia de costa. És per això que molts dels jaciments de la zona, i que eren a l'origen de caràcter costaner, es troben avui dia localitzats a l'interior. Estudis geològics i arqueològics duts a terme en la zona detecten la presència d'una àmplia ancorada que dominava, en època fenícia i romana principalment, la desembocadura del riu. No obstant això, la profunda transformació que presenta avui dia degut a la sedimentació ha enterrat gran part de l'ancoratge que en l'Antiguitat va ser tan transitat.

## Economia
L'estructura econòmica del municipi està dominada pel sector terciari, a causa del desenvolupament d'activitats turístiques, sent els sectors més importants el comerç i l'hostaleria, seguits de prop per la construcció i el sector immobiliari.

### Sector primari
L'agricultura ha disminuït el seu pes en l'economia municipal per l'ascens dels sectors terciari. No obstant això, Vélez-Málaga és una de les zones de major producció de fruita subtropical a Espanya, especialment d'alvocat i de mango, que s'exporta a més de 30 països. També es conreen abundantment els tubercles i les hortalisses, així com la nespra, la xirimoia, la vinya, l'ametller i els cítrics.
La ramaderia és una activitat marginal en tota la comarca, però la pesca és una activitat rellevant en l'economia local, sent el seu port el lloc d'amarrament d'una de les majors flotes pesqueres del litoral mediterrani andalús. Existeix una gran varietat d'espècies, les més capturades van ser: el verat, la sardina, la maire, l'aladroc i el polp. La comercialització de la pràctica totalitat de la producció es realitza en la llotja del port mitjançant el sistema de subhasta.

### Sector secundari
Tradicionalment, la indústria va estar constituïda per petites indústries alimentàries com a molins fariners i almàsseres, amb l'excepció de la sucrera de Torre del Mar, de grandària considerable. Dades de 2001 reflecteixen l'escassa importància de l'activitat manufacturera en el municipi. Però, la construcció, està molt relacionada amb l'auge del turisme. Les empreses agroalimentaris continuen sent les més nombroses seguides per les d'extracció de minerals, les fusteries de metalls i fusta, les empreses de vidre i les fàbriques de mobles. Predominen les empreses petites amb pocs treballadors. Cal assenyalar la producció artesanal de maons rústics que es fabriquen a mà.

### Sector terciari
El desenvolupament turístic ha propiciat una important de l'economia, que es reflecteix clarament en l'augment continuat del percentatge de la població activa ocupada en aquest sector. Una gran part de la demanda correspon al turisme de sol i platja, la qual cosa resulta en una afluència massiva de visitants durant l'època estival.

## Pedanies
Almayate, Benajarafe, Cajiz, Caleta de Vélez, Chilches, El Capitán, Lagos, Las Puertas, Los Pepones, Mezquitilla, Trapiche, Triana, Torre del Mar i Valle-Niza.

### Barris urbans

#### Nord

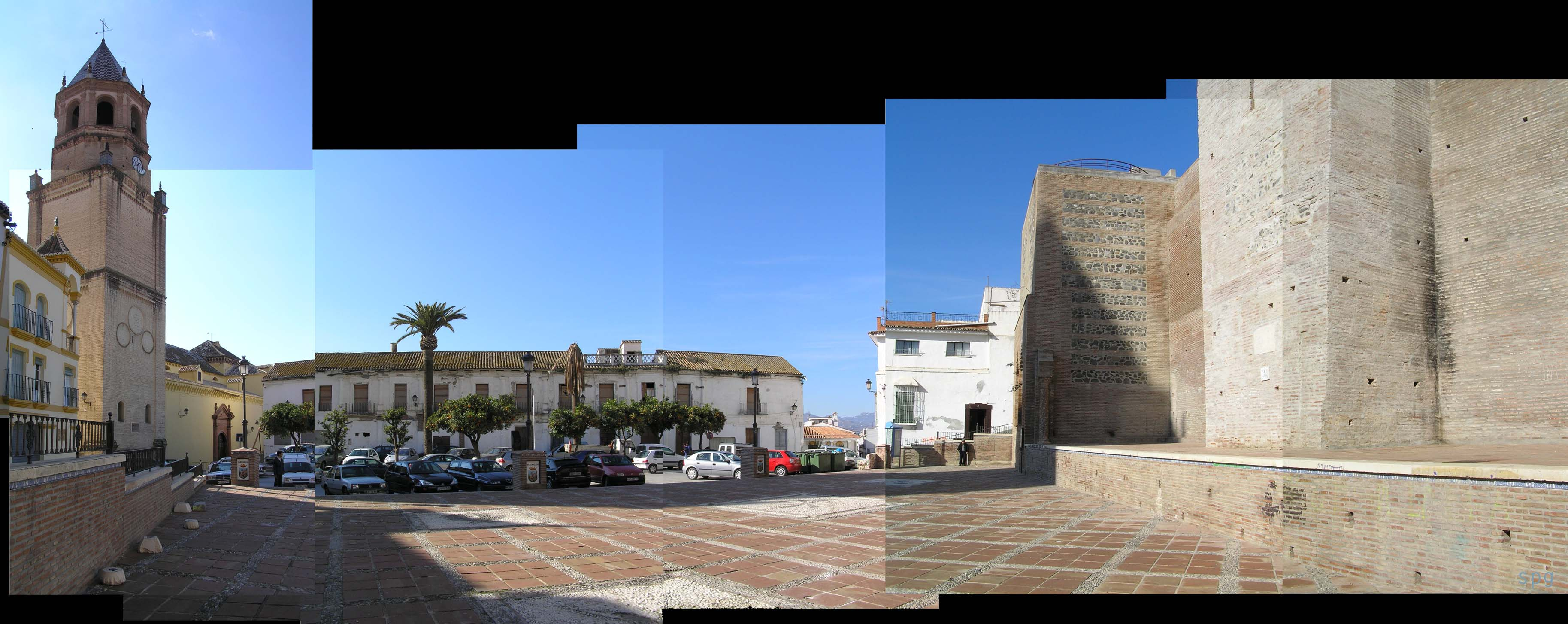
Panoràmica de la plaça de la Constitució

- Barrio del Pilar
- Barrio Barcelona

#### Centre Històric
- La Villa
- La Fortaleza
- La Gloria
- Arroyo de San Sebastián
- San Francisco

#### Est
- Carretera de Arenas
- Camino de Algarrobo
- El Limonar

#### Centre
- Pueblo Nuevo de La Axarquía (Carabanchel)
- La Mata
- Real Bajo
- Barrio de La Legión
- Capuchinos
- Camino Viejo de Málaga

#### Sud (Torre del Mar)
- Viña-Málaga
- El Faro
- Paseo de Larios
- El Tomillar
- Las Malvinas

Torre del Mar encara es considera pedania per motius sociopolítics.

## Mitjans de comunicació locals
Canales de Televisió de Vélez-Málaga
- Velevisa TV canal de televisió per cable, que emet en l'àmbit de Vélez-Málaga, Torre del Mar, Caleta de Vélez i Nerja.
- Electrovideo TV canal de televisió per cable que emet en l'àmbit de la ciutat de Vélez-Málaga.
- Axartel TV canal de televisió que emet a través de fibra òptica a la Comarca de la Axarquía.
- Axarquía TV canal de televisió que emet en la Axarquía.
- Radio Televisió Axarquía Grup de mitjans de comunicació de la comarca de la Axarquía.

Emissores de ràdio
- SER Axarquía
- Cadena Axarquía FM
- Ràdio 4G Axarquía
- 24FM
- Radio1Axarquía
- Gol Ràdio

Diaris digitals
- noticias24digital.com
- Diari Axarquía
- Axarquíahoy
- Axarquíaplus
- Correu de la Axarquía
- Diari de Vélez
- El Faro de Torre del Mar

Periòdics
- Notícies 24

## Transports i comunicació

### Transport aeri i marítim

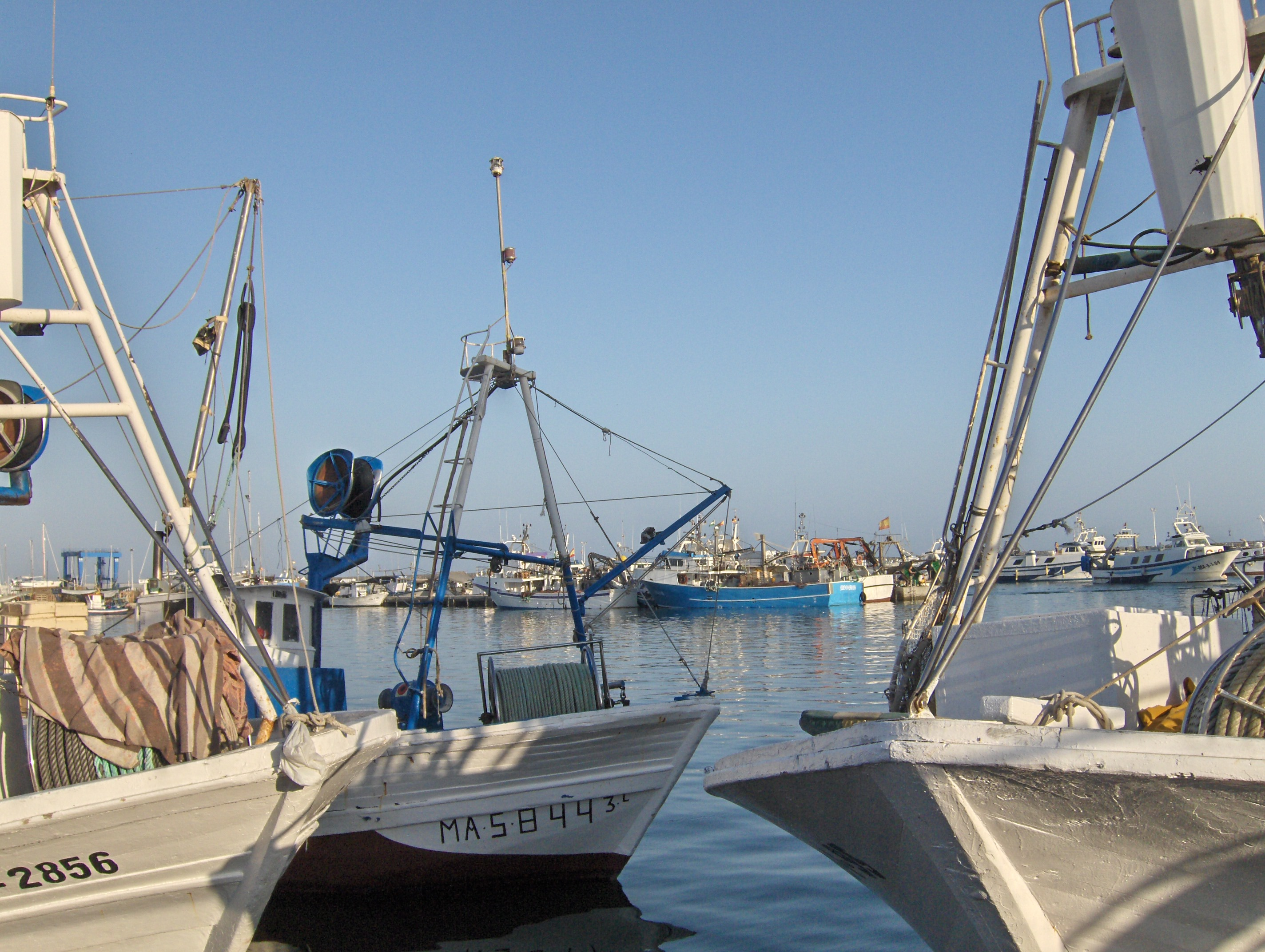
Port de Caleta de Vélez

Vélez-Málaga té un aeròdrom, l'Aeròdrom Leoni Benabú, més conegut com a Aeroport de La Axarquía. Està situat en la localitat de Trapiche, a uns tres quilòmetres al nord del centre urbà. És la seu del Real Aeroclub de Màlaga i en ell tenen la seva base unes 70 avionetes. És d'ús esportiu i compta amb una escola de pilots.
D'altra banda, el port de Caleta de Vélez és l'únic port de la Costa del Sol Oriental. És d'ús esportiu i pesquer i està situat en la localitat de Caleta de Vélez. Disposa de 236 llocs d'amarrament.

### Xarxa viària
Vélez-Málaga està comunicada amb les localitats veïnes costaneres a través de l'autovia del Mediterrani (A-7), que connecta el municipi amb Màlaga i el seu aeroport, d'una banda, i amb Motril, per l'altre. El mateix recorregut, però més pròxim a la costa, el realitza la N-340, que fins a la construcció de l'autovia va ser la principal via de comunicació en tot el litoral de la Axarquía.
L'A-356, és la major via de comunicació cap a l'interior. Part de Torre del Mar en direcció nord, passant al costat dels nuclis de Vélez i Trapiche fins a l'embassament de la Viñuela, on es bifurca en dues vies, una en direcció oest, que continua sent l'A-356 cap al corredor de Periana, dirigint-se cap a Riogordo, Colmenar, Casabermeja, etc. i una altra l'A-402 que es dirigeix cap al nord, sent la històrica via de comunicació entre La Axarquía i la província de Granada a través del Boquete de Zafarraya.
Altres vies de menor capacitat enllacen el municipi amb diferents punts de la comarca. Així, la DT.-4111 part de Vélez en direcció nord-est cap a Arenas, Corumbela i Árchez; la DT.-3113 discorre des de Trapiche en direcció nord-oest cap a Triana, Benamargosa i Riogordo; la DT.-3116 enllaça Vélez amb Benamocarra; la DT.-3120 comunica Almayate amb Las Puertas ; i la DT.-3203 enllaça Benajarafe amb Cajiz, a partir d'on contínua cap a Benaque i Macharaviaya a través de la DT.-3118 i cap a Iznate i Benamargosa a través de la DT.-3115.59

### Autobusos urbans i interurbans
El servei d'autobusos urbans de Vélez-Málaga està compost per quatre línies que realitzen els recorreguts Vélez-Málaga-Torre del Mar (L1), Vélez-Málaga a Almayate (L2), Vélez-Málaga a Caleta de Vélez (L3) i el servei mussol que opera exclusivament els dissabtes a la nit entre Vélez i Torre del Mar. Operats per l'empresa Travelsa, la freqüència de cada línia varia, depenent de l'hora i el dia del servei, encara que generalment solen tenir una freqüència de mitja hora.
Els autobusos interurbans, per part seva, connecten el municipi amb les ciutats de Màlaga i Nerja. Vélez-Málaga no està integrat en el Consorci de Transport Metropolità de l'Àrea de Màlaga.

## Cultura
Un dels majors esdeveniments musicals és el Festival Flamenc Juan Breva, considerat com un dels festivals flamencs més importants de la província de Màlaga. Se celebra des de 1976, en el teatre del Carmen. En 2003 es va inaugurar el Certamen de monòlegs ciutat de Vélez-Málaga, i des de llavors se celebra anualment a la primavera en el Café-Teatro Casarte Azul. Entre novembre i desembre se celebra el festival una tardor de vinyetes, jornades dedicades al còmic; la primera edició va tenir lloc l'any 2000. D'altra banda, cal assenyalar que Vélez-Málaga és una de les seus de la universitat d'estiu de la Universitat de Màlaga i, per tant, s'imparteixen diversos cursos durant l'època estival, a més d'altres activitats culturals i educatives relacionades.
Però la vida cultural de Vélez-Málaga no se circumscriu només a la part oficial, sinó que també participen una nòmina de pintors, escriptors, poetes, periodistes, etc. que han fet, sobretot a partir del segle xx, molt més ric el panorama, com, per exemple, els pintors Francisco Hernández i Evaristo Guerra, l'escultor Jaime Pimentel, l'historiador Francisco Montoro, el poeta Joaquín Lobato, els escriptors Antonio Jiménez, Francisco Gálvez, Margarita García-Galán, Francisco Díaz Guerra, José María Matás, Salvador Gutiérrez, Antonio Serralvo...

### Museus
El Museu de la Setmana Santa. Està allotjat a l'Església de Santa María la Major i consta de quatre sales de diferent temàtica i una cinquena per a exposicions temporals. El Centre d'Art Contemporani; va obrir les portes el 14 de setembre de 2013 amb una antològica del pintor de Melilla Francisco Hernández. Existeixen una sèrie de projectes museístics en diferents fases de finalització. S'està treballant en el Museu d'Interpretació de la Pedra, en Valle-Niça; el Museu dels Almodins; el Museu d'Interpretació de la Canya de Sucre i el Museu d'Art i Costums Populars, tots dos en l'antiga fàbrica Larios de la localitat de Torre del Mar; el Museu d'Interpretació del Món Musulmà.
El 28 de març de 2017 va quedar inaugurat l'El Museu de la Ciutat de Vélez-Málaga, situat en la plaça Sant Joan de Déu.

### Teatres i cinemes
El principal teatre del municipi és el Teatre del Carmen, situat en l'antic Convent de San José de la Solitud. A aquest se suma el Café-teatre Casarte Azul, antic bar de copes que organitza cicles de jazz, rock, pop, cafè teatre, monòlegs, cantautors i ofereix mostres i exposicions plàstiques, i el Teatre-Cinema Lope de Vega, situat en el centre de la ciutat. A més, el municipi compta amb dos multicines.

### Festes populars
A finals de setembre i principis d'octubre se celebra la Real Fira de San Miguel, la festa més important del poble, és la fira més important de totes quantes tenen lloc en el terme municipal de Vélez-Málaga. Se celebra entre finals de setembre i principis d'octubre amb una durada de cinc dies, començant el dimecres a la nit amb l'elecció del Míster i la Miss, i finalitzant el diumenge. Al matí i part de la tarda, hi ha una fira en el centre de Vélez. A la nit la festa es trasllada al Real situat al costat de l'Avinguda Rei Joan Carles I. En tots dos casos, l'ambient és el típic de les fires andaluses, amb passeig de cavalls, casetes, actuacions musicals i altres activitats lúdiques i culturals per a petits i grans. Una altra fira celebrada en Torre del mar és el dia de Santiago i Santa Ana, a la fi de Juliol amb una durada de 4 o 5 dies.
La Setmana Santa de Vélez-Málaga està declarada Festa d'Interès Turístic Nacional. En les seves desfilades processionals participen 19 confraries. El Dijous i el Divendres Sant són els dies més grans quant a nombre de confraries i grandària de trons i insígnies, encara que igualment d'importants són la resta de processons que tenen lloc des del Diumenge de Rams fins al Diumenge de Resurrecció, 
El Pas de Cajiz també està declarat Festa d'Interès Turístic. Es tracta de la representació en viu de la Passió de Crist, que s'escenifica el Divendres i Dissabte Sant, per més de 200 actors. Es realitzen 36 escenes de l'Antic i Nou Testament durant unes tres hores, tant en escenaris decorats al lliure com en escenaris naturals.
També és notori el Betlem vivent de Almayate. És una escenificació del naixement de Jesús per actors no professionals. Es duu a terme l'últim cap de setmana de desembre. Durant l'acte, que es compon de 12 escenes, es realitza la matança de dos porcs i s'elaboren productes per a la degustació del públic.

### Mercat ambulant
En aquest poble es realitzen tots els dijous un mercat ambulant anomenat "El Barato".

### Artesania
A Vélez-Málaga es produeixen de manera artesanal objectes de terrisseria, àmfores, articles de canya, articles de vímet, el càntir veleño, forja i llanda La ceràmica artesanal veleña consisteix en la fabricació de maons, lloses, mosaics, etc. Fabricant les peces amb les mans, modelant el fang, com van introduir els àrabs en la península fa més de mil anys i que es conserven en molt pocs racons d'Espanya, estant a Vélez-Málaga la principal indústria d'aquest producte. Els últims fabricadors d'aquest material es reuneixen en "L'Associació de ceramistes artesans veleños".

### Gastronomia
Vélez-Málaga té una extensa gastronomia pròpia, entre els plats de la qual destaquen principalment els elaborats durant l'època de setmana santa. Era tradició antigament que durant el període de quaresma no es mengés carn, per aquest motiu es consumís el bacallà en salaó, un aliment que era fàcil de conservar i alhora el seu preu estava a l'abast de la majoria del poble.

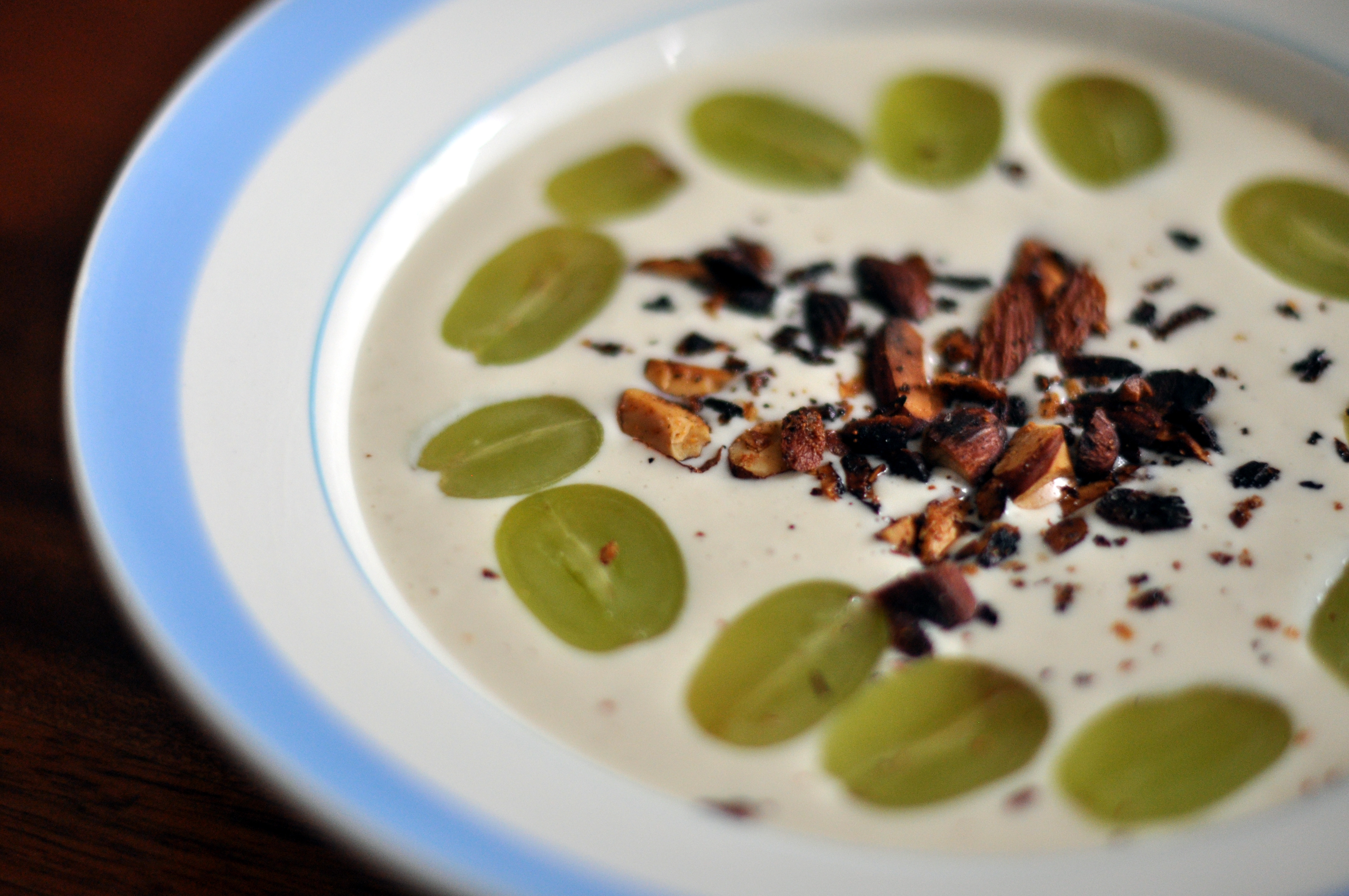
Ajoblanco

Són plats típics: la roba vella, varietat de berza amb patates, fesols tendres, cigrons, carabassa, albergínia i carn; el ajoblanco, sopa freda feta amb ametlles, all i molla de pa; les coques de bacallà amb mel; els maimons, fets amb all fregit i pa remullat; les molles; la sopa cachorreña; el pescadets fregits; els chanquetes; i, quant a rebosteria, els mostachones i les coques d'oli.
El plat més típic d'aquest municipi és el ajobacalao, típic de Setmana Santa i exclusiva d'aquest enclavament. Està elaborat a base de molla de pa cuit al forn de llenya, oli d'oliva verge extra de la Axarquía, bacallà en salaó, suc de llimona, all, pebre roig i vitet.

## Personatges cèlebres
- María Zambrano, filòsofa.
- Evaristo Guerra, pintor.
- Antonio Ugena, compositor i Maestro de la Real Capella.
- Joaquín Blake, militar.
- Fra Alonso de Sant Tomàs, Bisbe de Màlaga.
- Pancho López, Marquès de la Sonora, Virrei de Nova Espanya.
- Fernando Hierro, futbolista.
- Antonio Hierro, futbolista.
- Manolo Hierro, futbolista.
- Esteban Vigo, entrenador.
- José Carlos Fernández Tello, futbolista.
- Federico Vahey Alba, ministre de Gràcia i Justícia d'Isabel II d'Espanya.
- Juan Breva, cantaor.
- Rodrigo Vivar Téllez (1906-1991), Conseller Nacional i procurador en Corts de 1943 a 1977. També va ser governador civil d'Almeria (1940-1942) i de Biscaia (1942-1944).
- Amparo Muñoz, actriu i Miss Univers 1974. (1954 - 2011)
- Manuel Hijano Conde, pintor.
- Joaquín Lobato, poeta.
- Francisco Montoro, historiador.
- Manuel José Anguita Téllez, prelat i apologista.
- Julia Sevilla Muñoz, paremióloga.
- José Bonilla Peña, artista.
- Rocío Molina, Premi Nacional de Dansa 2010.
- Cayetano Galeote, Sacerdot que va assassinar al seu propi bisbe.
- Javi Guerra, futbolista.
- Francisco Bonilla, artista.
- Aurelio Anglada, tenor.
- Antonio Moreno Fortes, pintor.7879
- Marta Sango, cantant de Operación Triunfo 2018